# ムードル
ムードル (Moodle) は、オープンソースのeラーニングプラットフォームである。同種のシステムの中では比較的多くのユーザ数を持つ。
ムードルは教育者が質の高いオンライン学習過程（コース）を作ることを助けるパッケージソフトである。
このようなeラーニングシステムは，学習管理システム (Learning Management System : LMS)、学習過程管理システム (Course Management System : CMS)、仮想学習環境 (Virtual Learning Environment : VLE)、あるいは単にオンライン教育システムなどと呼ばれる。

## 名称の由来
ムードル (Moodle) はModular Object-Oriented Dynamic Learning Environment（モジュラーなオブジェクト指向ダイナミック学習環境）の頭字語である（当初はMは開発者マーチン・ドウギアマスの名前の頭文字であったという）。

## 開発と配布
ムードルは1999年に開発開始され、2001年には現在のアーキテクチャになった。2017年9月現在はバージョン3.3.1である。また日本語を含む7ヶ国の言語に翻訳されている。
2017年9月現在234ヵ国、82,291のサイトでムードルはインストールされている。実際に活動しているムードルのサイトは不明であるが、一日あたり約2000回ダウンロードされている。ライセンスフリーであり料金の発生もないため必要なだけインストール可能である。単一のサイトで最大のものは19000以上のコースを持ち、41000人以上の学生を有している。
ムードルの開発は、フリー・ソフト・プロジェクトとして世界中のプログラマおよびユーザ・コミュニティーのチームに支援されながら継続されている。これはGPLライセンスに基づき、ユーザは自由にダウンロード、使用、修正、さらに配布することができる。

## 仕様
ムードルはPHPで開発されている。すなわちPHPの動作するUNIX、Linux、FreeBSD、Windows、macOSなどほとんどのオペレーティングシステム (OS) で動作し、またPHPをサポートしたWebホスティングサービスを行うプロバイダーで使用可能である。
またデータは単一のデータベースに格納され、主にMySQLとPostgreSQLがサポート対象であるが、ADOdbを使用しているためADOおよびODBC経由で商用データベースも使用可能である。

## 背景
ムードルはマーチン・ドウギアマスとコンピュータ科学の大学院生とによる共同開発である。マーチン・ドウギアマスはCurtin大学でWebCT（商用の学習管理システム）の元管理者であり、博士号研究テーマは「オープンソースソフトウェアの使用によるインターネットベースの教育と学習の社会環境の構築、認知の支援」である。この研究は従来の商用eラーニング環境にはなかった教育者としての視点が盛り込まれており、ムードルの設計に大きく影響している。
構成主義では本や教師からではなく、学習者の心に知識が形成されるとしている。学習者は自身の経験に基づいて学習を進めることができる。この視点で活動する教師は生徒が自身の能力や知識によって学習しやすいような環境を作ることが仕事となる。それは単に印刷物の配布をすることではなく生徒が知りたいと思う情報を提供することである。

## 特徴
ムードルはインストールやアップグレードが容易である。
Debian Linux用などに自動インストールパッケージがいくつか提供されてもいる。またフリーでありライセンスコストは不要である、多くのサーバに追加費用なしにインストールすることができる。
ムードルには内容（コンテンツ）管理のほか、複数の形式にクイズ形式の問題作成機能や会議システム（フォーラム）など各種機能を持つ。また第三者から寄贈された拡張モジュールも各種ある。代表的なのはSCORM (Shareable Content Object Reference Model) や文書管理システムである。
SCORMモジュールは外部のSCORMプレーヤやReloadのようなモジュール・クリエータを使用することもできる。ムードルは他のLMSすなわちIMS QTI、WebCT、Blackboard形式のクイズを変換して取り込むことができる（2005年10月WebCTはBlackboardに吸収合併されている）。
ムードルはユーザと開発者のコミュニティーに支援されている。それは商用eラーニングの有料サポートの代わりとなっている。
またムードル上に多数の研究報告や調査が蓄積されてもいる。

## インストール
インストールに必要なディスクスペースは50MB以上あるので、CMSとしては大型の部類に入る。日本語対応でインストールするには、あらかじめ本体と同時に「ja_utf8」という言語パックをダウンロードしておき、langディレクトリ内にコピーしておくと、全工程において日本語のガイダンスが得られるので作業がスムーズに進む。なお多くのCMSと同様、受け皿となる空のデータベースを用意しておく必要がある。